# 外地人大厅

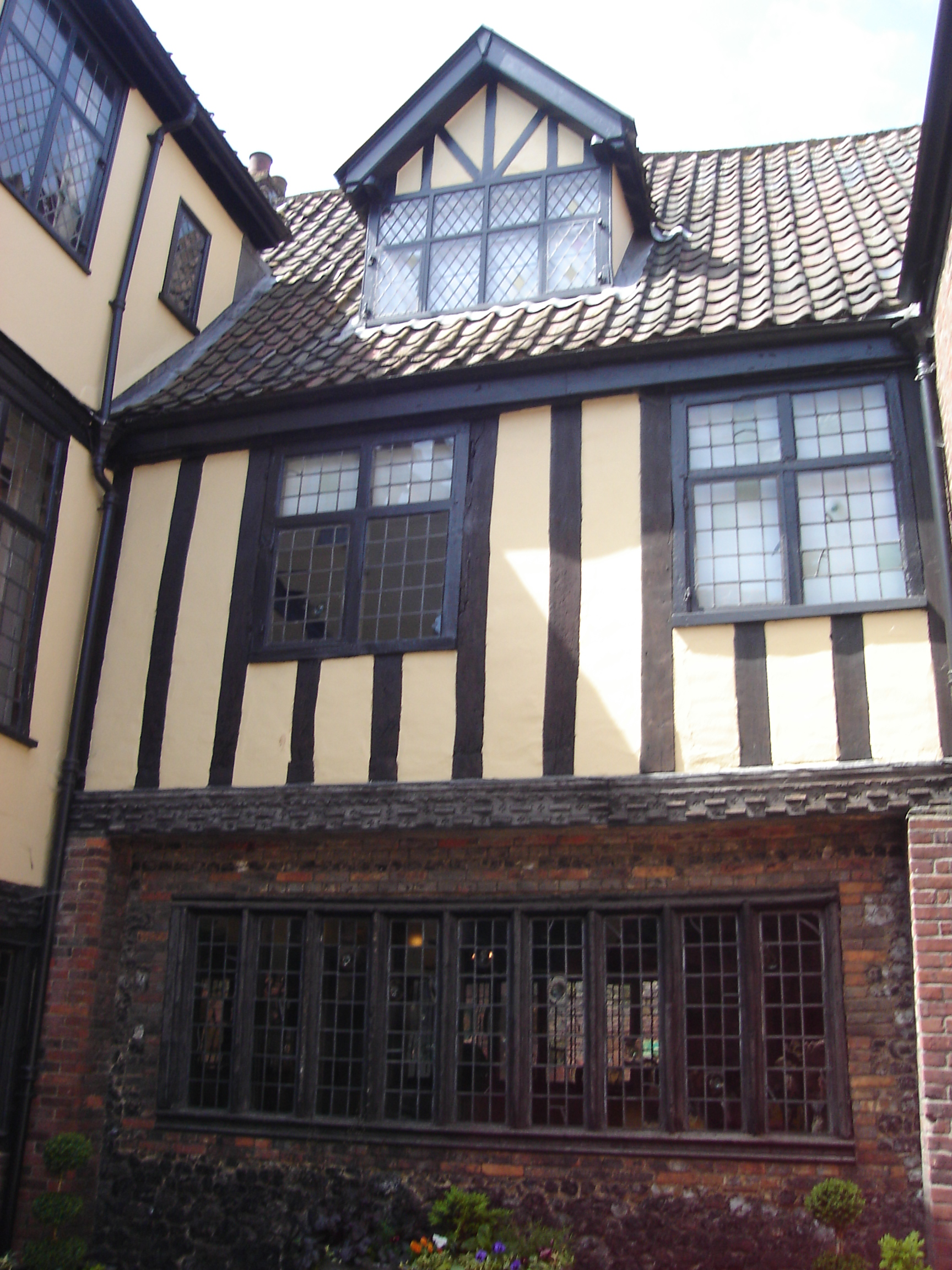
外地人大厅

外地人大厅（Strangers' Hall）是英格兰诺福克郡诺里奇的一座关于当地历史的博物馆，已列为一级登录建筑。
该建筑最古老的部分可追溯到十四世纪，但是在数百年的使用过程中，已经进行了许多改动。
虽然有许多不同的人住在外地人大厅，其中包括律师和舞蹈大师，但是最引人注目的是，自从1340年以来，有多位诺里奇市长居住于此。